# Dinastia Solomonidă

Blazonul Familiei Imperiale / Dinastia Solomidă

Dinastia Solomonidă este casa regală tradiționala din Etiopia și este considerată de unii ca fiind cea mai veche din lume. Conform Gloriei Regilor, ar urma să coboare de la Menelik I, considerat în mod tradițional, fiul cel mare al reginei din Seba Makeda și al regelui lui Israel Solomon (născut în 1011 a. C. despre). 
A doua cea mai veche casă regală este dinastia japoneză (711 î.Hr.. nașterea primului împărat japonez ).

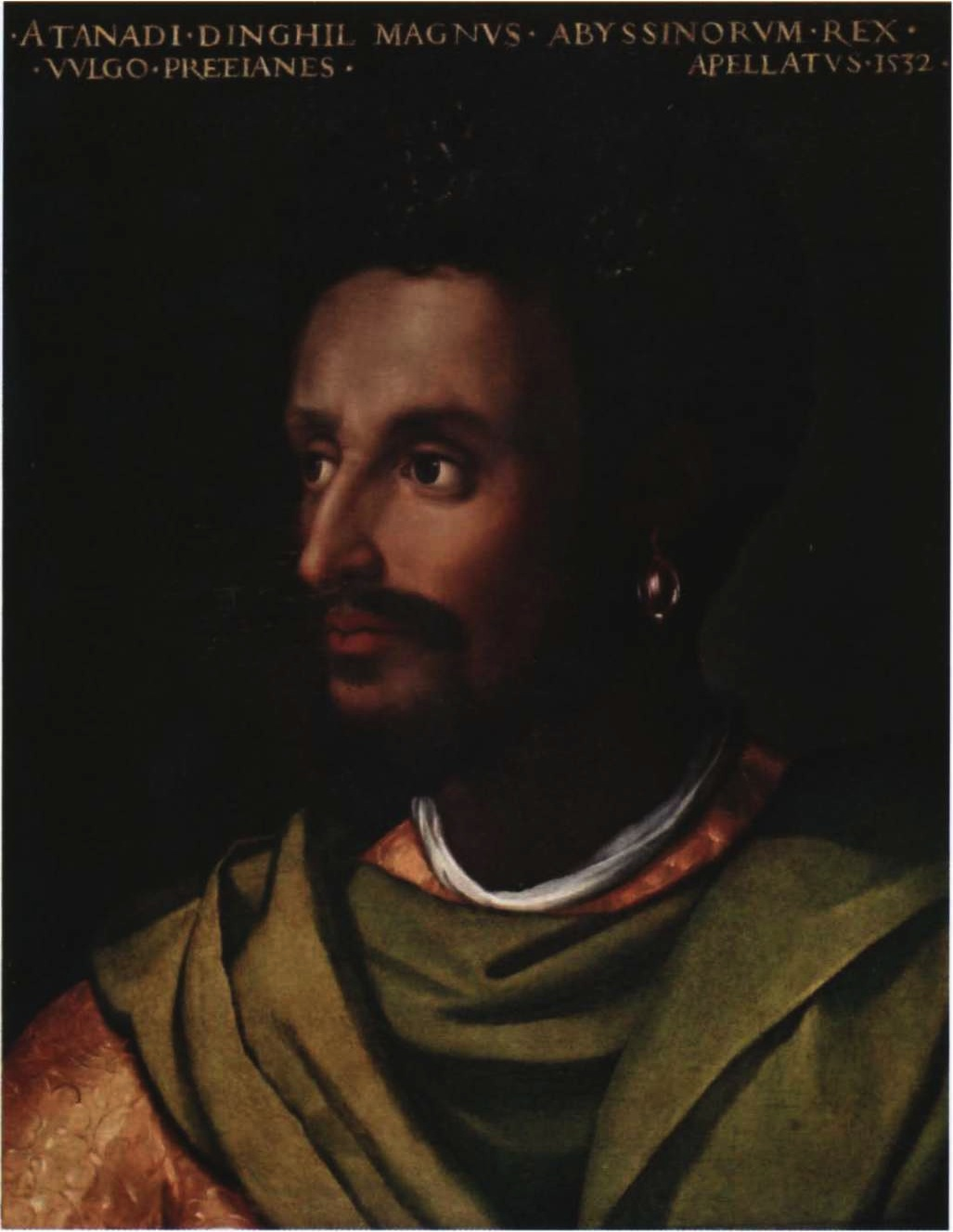
Împăratul David al II-lea

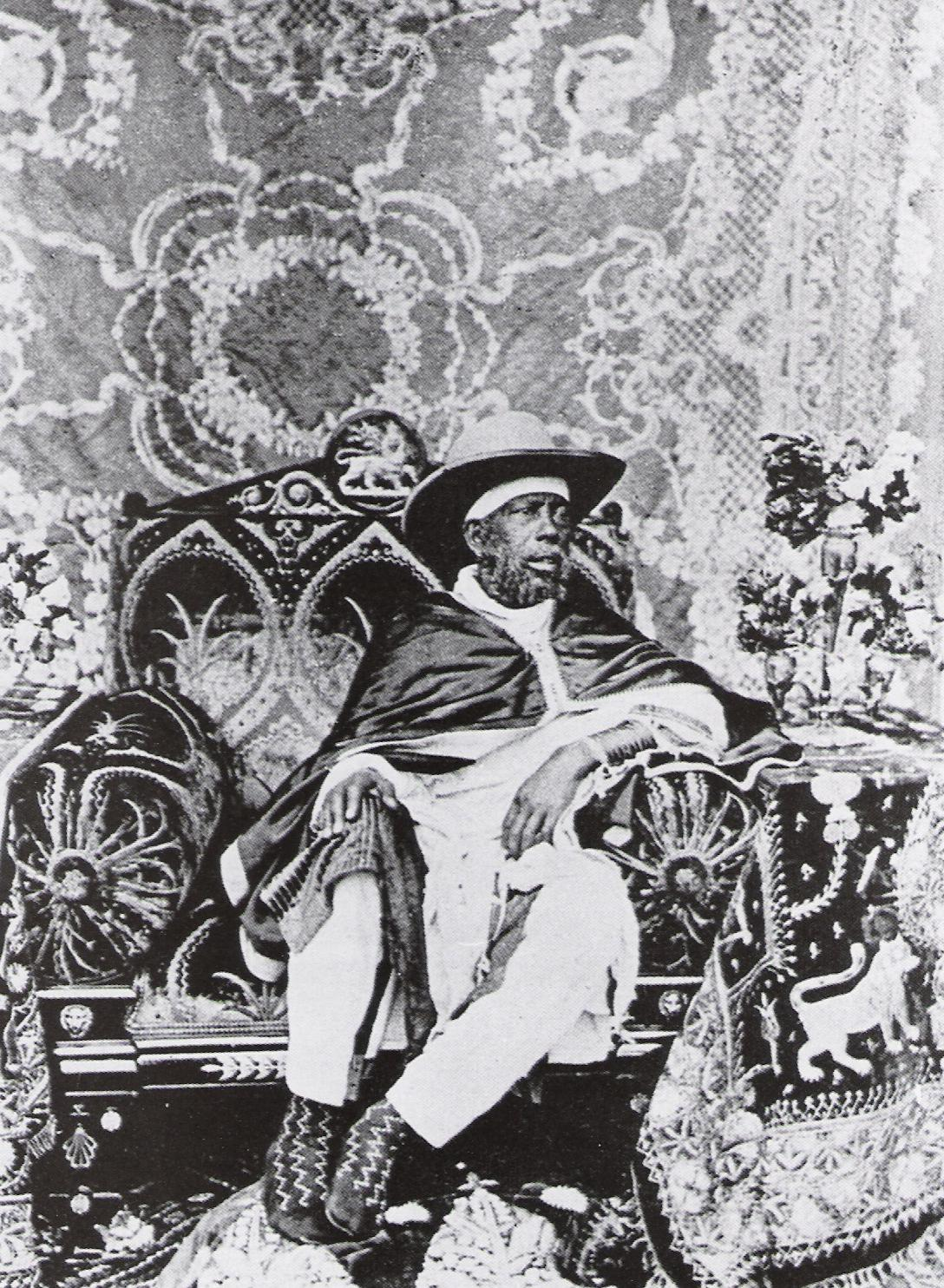
Împăratul Menelik II

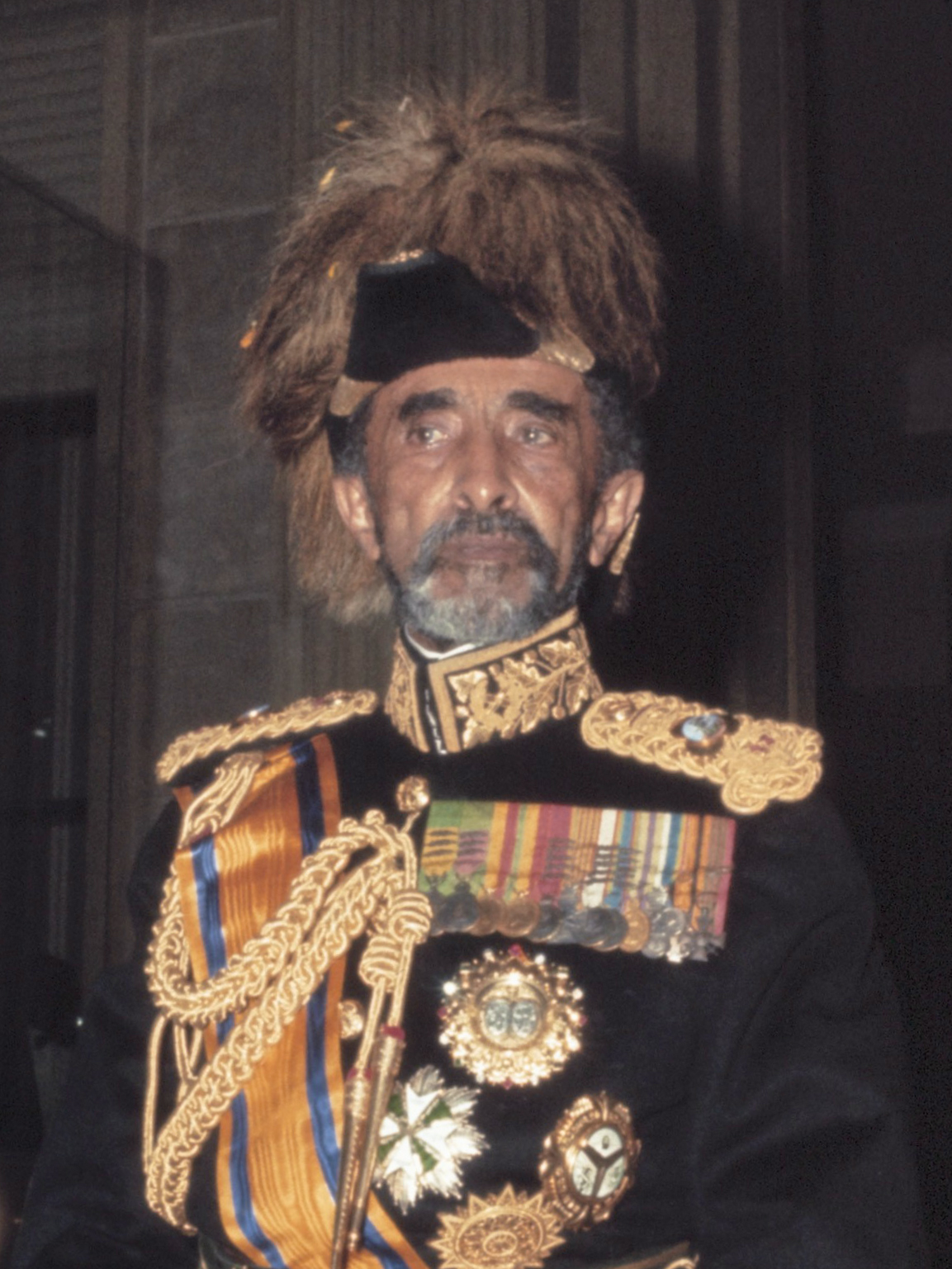
Împăratul Haile Selassie în 1969

Urmașul dinastiei, prințul Yekuno Amlak, din grupul etnic Amhara, a venit la putere când l-a răsturnat pe ultimul conducător al dinastiei Zaguè la 10 august 1270 . La moartea sa, în 1285, a fost succedat de fiul său Yagbéa-Syon. În 1328, împăratul Amda Seyon I a cucerit sultanatul Fatajar și Ifat . Fiul lui Amda Seyon, Saifa-Arad, a urcat pe tron în 1344 și odată cu acesta imperiul a dobândit un prestigiu atât de mare încât a devenit protectorul oficial al Patriarhiei Alexandriei .
În următoarele două secole, imperiul a continuat să lupte cu regatele musulmane vecine. În 1536, în timpul domniei lui Dawit II, Abisinia a fost complet supusă de imamul lui Harrar . În 1543, fiul lui Dawit II, împăratul Atsnaf Sagad I, cu ajutorul unui contingent portughez reușește să învingă invadatorii și să-l omoare pe imamul Harrar. La 23 martie 1559, împăratul a fost învins de sultanatele din est, aliați ai poporului Oromo, lângă Fatajar și decapitat: capul său a fost adus mai întâi la Harrar și prezentat văduvei lui Gragn, apoi expus timp de trei ani în public.
În 1621 iezuiții l-au convins pe împăratul Malak Sagad III să alăture Etiopia ritului roman, acceptând supremația papei . Dar în 1632 nemulțumirea populară a dus la un adevărat război civil, care s-a încheiat cu înfrângerea forțelor imperiale și abdicarea împăratului în favoarea fiului său Fāsiladas, care a restabilit religia creștină etiopiană și i-a expulzat pe iezuiți.
La 7 mai 1769, odată cu căderea împăratului Iyoas I de către Mikael Sehul, a început Era Principilor, caracterizată de o puternică instabilitate politică și socială și de lupte de putere între diferitele familii feudale. În 1855 Kassa Hailou a reunificat imperiul și a fost încoronat cu numele de Theodor II . Noul conducător, care nu aparține dinastiei salomone, a inaugurat un important proces de modernizare a statului etiopian. Odată cu ridicarea la putere a lui Menelik II în 1889, continuitatea dinastică a fost restabilită pe tronul Etiopiei.
În 1930 a venit la putere Haile Selassie, a cărui domnie în 1936 a suferit invazia Regatului Italiei ;  și timp de cinci ani, Haile Selassié a trăit ca refugiat în exil în Marea Britanie, , înainte de a se întoarce în Etiopia și de a recâștiga tronul.
În anii șaptezeci, Haile Selassie, a negat existența foametei care decima regiunile Wollo și Tigray refuzând să intervină. Pentru armată, care fusese deja în frământări de ani de zile, a fost pretextul acțiunii și în 1974 a efectuat o lovitură de stat care a răsturnat monarhia, arestând împăratul și proclamând nașterea Dergului . Inițial, junta militară a oferit titlul de rege fiului lui Haile Selassie, dar, după o comunicare radio dură din Anglia (unde se afla în exil) împotriva generalilor etiopieni, a fost retrasă.
Membrii familiei imperiale care se aflau în Etiopia au fost închiși sistematic, urmând să fie eliberați în 1989 ; În aprilie a aceluiași an, prințul moștenitor Asfaw Wossen a primit titlul de „Împărat al Etiopiei” de către membrii comunității etiopiene din Londra . În 1991, regimul Derg a fost răsturnat de rebelii EPRDF care au proclamat nașterea republicii și Amha Selassie a fondat Partidul Moa Anbessa pentru a promova restaurarea monarhiei în Etiopia și, prin urmare, revenirea acesteia în patria lor. Cu toate acestea, în ciuda eforturilor sale, Constituția din 1995 a reconfirmat abolirea instituției monarhice pentru Etiopia.
În 1992, rămășițele lui Haile Selassie au fost găsite îngropate sub o latrină a palatului Menelik II, care au fost recuperate și mutate solemn în 2000 la Catedrala Sfintei Treimi din Addis Abeba, în a cărei criptă erau deja rămășițele lui Amha Selassie. 
În 1997, Amha Selassie a murit după o lungă boală și a fost înmormântat cu depline onoruri în Catedrala Sfânta Treime din Addis Abeba în prezența patriarhului Etiopiei Abuna Paulos. Fiul său, Zera Iacob Amhà Selassie a devenit șeful familiei imperiului salomonic.
```
Sahle Selassié (1795-1847)
= Woizero Bezabesh
│
├── Haile Melekot (1824-1855)
│ = Ejigayehu
│ │
│ └── 
Menelik II
 (1844-1913)
│ = Altash Tewodros
│ = Befana Gatchew
│ = Taytu Betul
│ + Abechi
│ │
│ └── 
Zewditu I
 (1876-1930)
│ = Araya Selassie Yohannes
│ = Gugsa Welle
│
│ + ?
│ │
│ └── Shoagarad Menelik (1867-?) )
│ = Wedadjo Gobena
│ │
│ └── Wosan Seged
│
│ = Mikael din Wello
│ │
│ ├── Zenebework
│ │
│ └── 
Iyasu V
 (1895-1935)
│
├── Seyfu (1828-?) )
│
└── Tenagnework
  = Woldemikael Guddessa
  │
  ├── Haylie Guddisa
  │

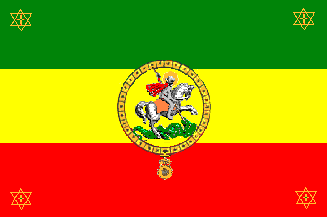
Stindardul imperial folosit de impăratul Haile Selassie

  └── Ras Mekonnen Welde Mikaél (1852-1906)
    = Yeshimebet Ali
    │
    
└── Hailé Selassié I
 (1892-1975)
      = Menen Asfaw
      │
      ├── Tenagnework (1916-2003)
      │ = Destà Damtù
      │
      
├── Amha Selassie I
 (1916-1997)
      │ = Wolete Israel Seyoum
      │ │
      │ └── Ijigayehu (1933-1977)
      │
      │ = Medferiashwork Abebe
      │ │
      │ ├── Maryam Senna
      │ │ = Seyfu Zewde
      │ │
      │ ├── Sehin Azebe
      │ │
      │ ├── Sifrash Bizu
      │ │
      │ └── Zera Yacobe (1953-viv. )
      │ = ?
      │ │
      │ └── Lideta
      │
      ├── Tsehai (1919-1942)
      │
      ├── Zenebework (1918-1933)
      │ = Haile Selassie Gugsa
      │
      ├── Makkonen (1923-1957)
      │ = Sarah Zigaw
      │ │
      │ ├── Wossen Seged
      │ │
      │ ├── Mikael
      │ │
      │ ├── Tefferi
      │ │
      │ ├── Beede Mariam
      │ │
      │ └── Dawit
      │
      └── Sahle (1931-1962)
        = Mahisente Habte Mariam
        │
        └── Ermias (1960-viv. )
          = Gelila Fiseha
          │
          ├── creștin
          │
          └── Rafael
= Woizero Bezabesh
│
└── Hailé Mikael (1827-?) )
```